# Aegocera triphaenoides
Aegocera triphaenoides är en fjärilsart som beskrevs av Hans Daniel Johan Wallengren 1860. Aegocera triphaenoides ingår i släktet Aegocera och familjen nattflyn. Inga underarter finns listade i Catalogue of Life.